# 卜蜂蓮花

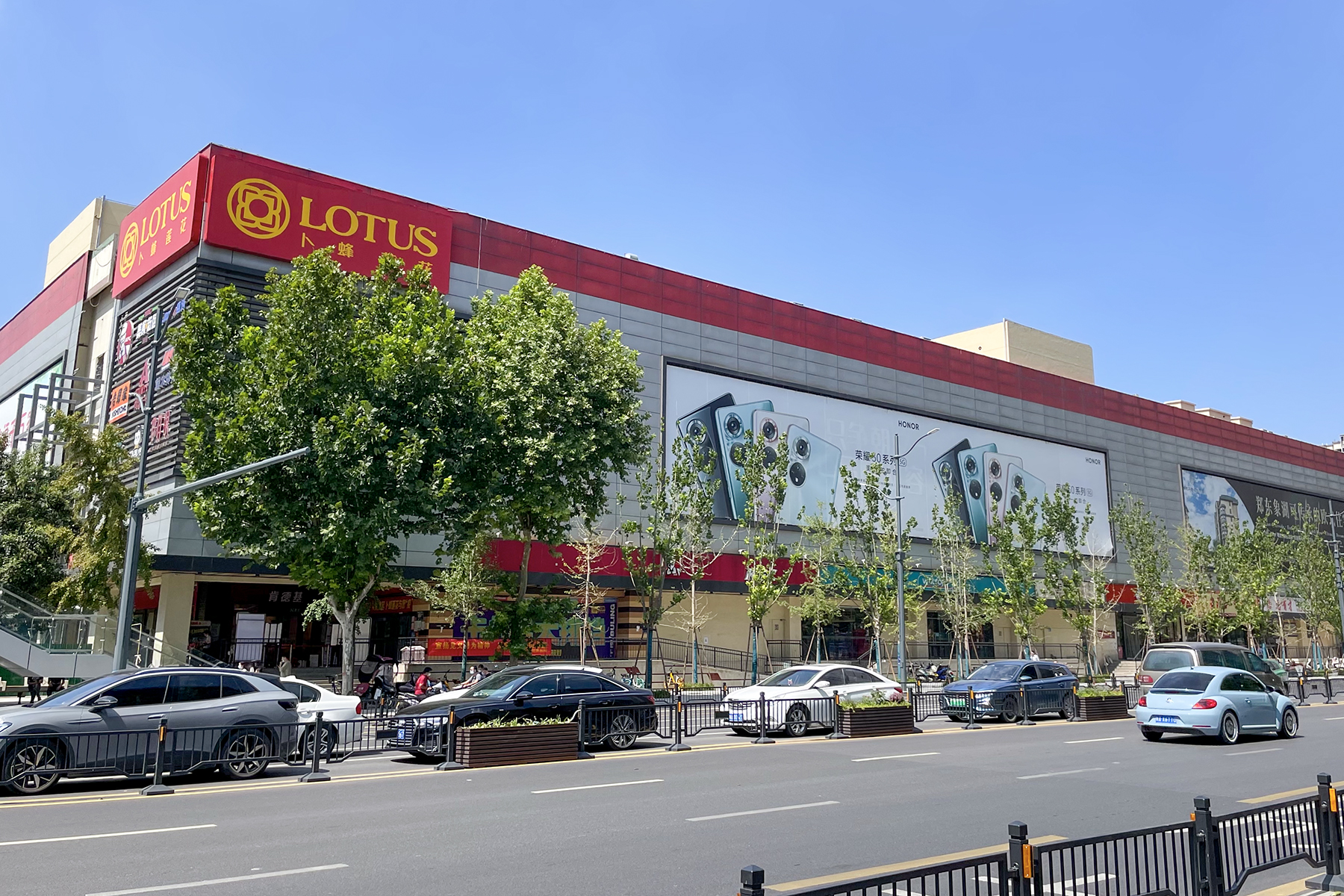
卜蜂莲花郑州紫荆山店

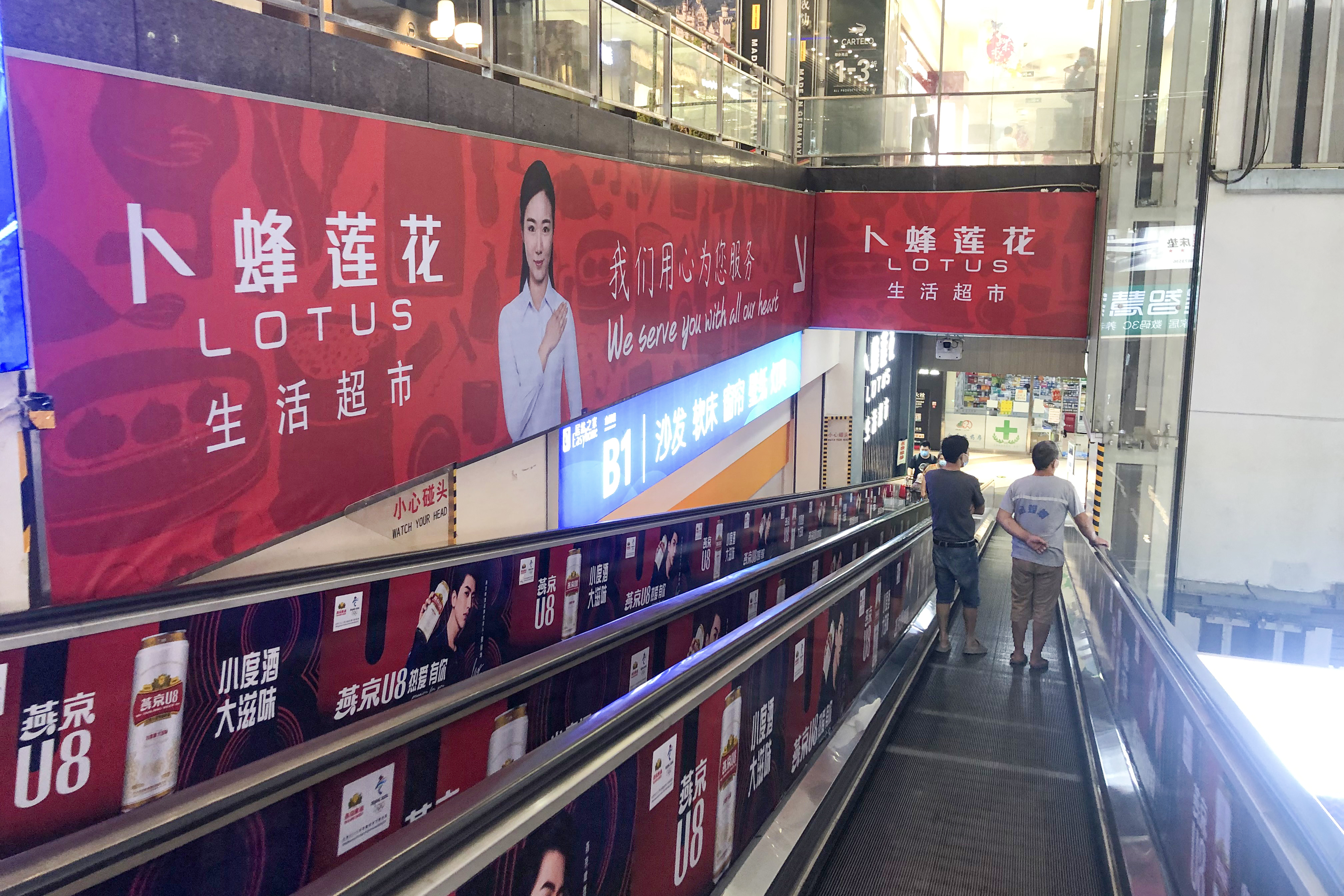
卜蜂莲花北京金源店，于2025年5月31日关闭

卜蜂蓮花有限公司（港交所除牌前：0121.HK），前稱正大國際有限公司，是泰國正大集團旗下的零售分銷商，在中国大陆地区经营卜蜂莲花超市。

## 历史
正大國際創立於2003年，並在2003年於香港交易所把香港富泰換取上市。
2007年，正大国际成功收購1997年成立的上海易初蓮花連鎖超市股權，并于同年年底将易初蓮花品牌易名為卜蜂蓮花。对此，正大集团董事长谢国民解释称，正大集团创始人谢易初的名讳此后将只用于慈善事业，故此改名。
2010年6月，正大國際有限公司易名為卜蜂蓮花有限公司。
2013年10月15日，物美商業與卜蜂蓮花宣布計劃以交叉持股方式互相持股，令兩公司成為對方的第二大股東。物美商業將收購卜蜂蓮花在北京、上海及中國其他省份(廣東省和湖南省除外)的業務，包括36家門店，經營面積31萬平方米，作價約23.45億元。卜蜂蓮花認購物美商業的2.06億股H股，相當於物美商業已發行股本總額的約13.77%，代價為28.92億港元。物美商業收購BVI實體的全部權益，代價為23.44億港元。完成交易後，雙方僅發生股權變動，卜蜂蓮花36家門店將被劃入物美商業旗下。物美商業用13.77%股權換得卜蜂蓮花36家店和9.99%的股權。2013年12月，物美商業與卜蜂蓮花宣布有關交易告吹。
2017年9月12日，卜蜂莲花宣布收购韩国新世界百货旗下易买得超市在中国上海及昆山的5间门店，并于同年9月23日起陆续将易买得门店更换为卜蜂莲花品牌营业。而易买得在中国仅剩的无锡锡山门店也于2018年被卜蜂莲花接手，并于2019年12月19日以“卜蜂莲花广场”名义开业。
2018年10月，卜蜂莲花宣布接手山东临沂桃源超市门店，但接手后的临沂卜蜂莲花大世界及卜蜂莲花超市却于2021年10月13日宣布停业。
2019年6月19日，卜蜂莲花发布公告，称于同年6月18日收到相关要约方建议，将公司私有化，将涉及实施普通股计划以注销计划普通股及向计划普通股股东支付普通股注销价，以及撤回普通股在香港联交所上市。同年10月28日，卜蜂莲花正式从港交所退市。

## 外部連結
- 卜蜂蓮花網頁
- 卜蜂蓮花有限公司網頁